# Brachygnatha diastemata
Brachygnatha diastemata is een vlinder uit de familie herfstspinners (Brahmaeidae). De wetenschappelijke naam van de soort is voor het eerst geldig gepubliceerd in 1993 door Xiu-Rong Zhang & Chi-Kun Yang.

## Type
- holotype: "male, 13.V.1982"
- instituut: ICBAU, Beijing, China
- typelocatie: "China, Shaanxi Province, Haoping, Taibaishan"